# Breakwind Gap
Das Breakwind Gap (englisch für Windbrecherlücke) ist ein Gebirgspass auf Südgeorgien im Südatlantik. Er stellt sich als eine zerklüftete Kerbe zwischen zwei Gipfeln des Breakwind Ridge dar.
Das UK Antarctic Place-Names Committee benannte ihn 2014 in Anlehnung an die Benennung des gleichnamigen Gebirgskamms. Der Pass liegt auf der Route, die der britische Polarforscher Ernest Shackleton 1916 im Zuge der Endurance-Expedition (1914–1917) mit zwei Begleitern beging, um die auf Elephant Island gestrandeten Expeditionsteilnehmer zu retten. Vom Pass erfolgt ein steiler Abstieg zur Fortuna Bay. Frank Worsley, neben Thomas Crean einer der beiden Begleiter, beschrieb den Pass als „Lücke, die entsteht, wenn ein Zahn gezogen wird“.